# Mr. Young
Mr. Young (2011–2013) – kanadyjski serial komediowy stworzony przez Dana Signera (twórcę m.in. Suite Life: Nie ma to jak statek i Nadzdolnych). Jego światowa premiera miała miejsce w Kanadzie 1 marca 2011 roku na kanale YTV, natomiast w Polsce odbyła się 3 grudnia 2011 roku na kanale Disney XD.

## Fabuła
Serial opowiada o czternastoletnim Adamie Youngu (Brendan Meyer), który skończył wyższą szkołę, ale później powraca do niej tylko jako nauczyciel.

## Bohaterowie

### Główni
- Adam Young (Brendan Meyer) – czternastoletni geniusz, który jest nauczycielem szkoły wyższej Finnegan High School. Ma dwóch przyjaciół – Derby’ego i Echo (w której się podkochuje).
- Echo Zizzleswift (Matreya Fedor) – uczennica szkoły wyższej Finnegan High School oraz szkolna przyjaciółka Adama. Dba o środowisko.
- Derby von Derbotsford (Gig Morton) – uczeń szkoły wyższej Finnegan High School oraz przyjaciel Adama. Zna się z Adamem od podstawówki.
- Jordan „Slab” Slabinski (Kurt Ostlund) – szkolny łobuz od wielu lat powtarzający klasę. Od trzeciego roku życia chodzi na lekcje baletu.
- Ivy Young (Emily Tennant) – starsza siostra Adama, niezbyt mądra, zakochana w Hutchu.
- Dyrektor George Tater (Milo Shandel) – dyrektor szkoły wyższej Finnegan High School. Jest łysy, co zawdzięcza matce Slaba. Płacze, gdy tylko słyszy słowo „cynamon”.

### Pozostali
- Dang (Raugi Yu) – szkolny woźny. Pochodzi z Wietnamu. Zna wschodnie sztuki walki. Mówi piskliwym głosem.
- Pani Byrne (Paula Shaw) – nauczycielka historii, bardzo stara, nosi perukę.
- Rachel Young (Anna Galvin) – matka Adama i Ivy.
- Hutch Anderson (Brett Dier) – atrakcyjny chłopak, który podoba się Ivy.
- Fortran (Amit Josan) – kujon, który ma na wszystko alergię. Gra na skrzypcach.

## Wersja polska
Wersja polska: na zlecenie Nelvana – SDI Media Polska

Reżyseria: Marek Robaczewski

Dialogi: Tomasz Robaczewski

Kierownictwo muzyczne: Juliusz Kamil Kuźnik

Udział wzięli:
- Mateusz Narloch – Adam Young
- Krzysztof Królak – Derby (odc. 1-14, 16-26)
- Adam Pluciński – Derby (odc. 27-68, 70-71, 73)
- Grzegorz Drojewski – Jordan „Slab” Slabinski
- Aleksandra Kowalicka – Echo
- Julia Kunikowska – Ivy Young
- Tomasz Steciuk – dyrektor Tatar
- Grzegorz Kwiecień –
  - Dang,
  - pan Lewis (odc. 47)
- Izabela Dąbrowska – pani Byrne
- Agnieszka Kunikowska – Rachel Young
- Julia Kołakowska – Sydney Finkelbaum (odc. 2)
- Robert Kuraś –
  - ARTUR (odc. 3, 35, 61),
  - Bronzon (odc. 35)
- Tomasz Robaczewski – Hutch
- Waldemar Barwiński – Preston Pickles (odc. 6, 22, 32, 56, 71)
- Artur Kaczmarski –
  - Sergio (odc. 8),
  - Malcolm Hastings (odc. 63)
- Marek Robaczewski –
  - zmieniony głos Echo (odc. 8),
  - nauczyciel francuskiego (odc. 39),
  - Gustav (odc. 58),
  - sowa (odc. 59)
- Kacper Cybiński – Jimmy (odc. 14)
- Michał Podsiadło –
  - Toby (odc. 16),
  - Leon (odc. 43),
  - Kyle (odc. 48)
  - gwary
- Franciszek Dziduch –
  - Józef (odc. 23),
  - Bert (odc. 30),
  - Rawindra (odc. 40)
- Paweł Szczesny –
  - dyrektor cyrku (odc. 25),
  - kosmita #2 (odc. 68),
  - ochroniarz (odc. 71),
  - policjant z policji balonowej (odc. 71)
- Jakub Szydłowski –
  - Barry (odc. 27),
  - profesor Les (odc. 28)
- Katarzyna Łaska –
  - Brap (odc. 37),
  - panna Słomkinson (odc. 54),
  - Patsy Pickles (odc. 56),
  - Lucy (odc. 61),
  - reporterka (odc. 63)
- Andrzej Chudy –
  - Mikołaj (odc. 30, 54),
  - właściciel cyrku (odc. 37),
  - policjant (odc. 56)
- Anna Wodzyńska –
  - Molly (odc. 39),
  - Victoria Duffield (odc. 52),
  - gwary
- Kamil Kula – 
  - Dark Demon (odc. 40),
  - gwary
- Karol Wróblewski – pan Cyclops (odc. 42, 64)
- Ewa Prus – sekretarka (odc. 42)
- Joanna Pach-Żbikowska – Madison (odc. 43, 53)
- Jan Piotrowski – Diego (odc. 51-52, 71)
- Agnieszka Fajlhauer –
  - pani Święta (odc. 54),
  - Gwen (odc. 55),
  - Bianca (odc. 68),
  - Victoria Duffield (odc. 71)
- Krzysztof Plewako-Szczerbiński – Hercules (odc. 55)
- Joanna Borer – BARBIE (odc. 61)
- Janusz Wituch – kosmita #1 (odc. 68)
- Olga Omeljaniec – gwary
- Kamil Pruban – gwary
- Andrzej Hausner – gwary
- Lidia Sadowa – gwary
- Bartosz Martyna –
  - profesor Fenway (odc. 70, 73),
  - pilot balonu (odc. 71)
- Jakub Zdrójkowski – mały Derby (odc. 73)
- Jadwiga Gryn – gwary
- Izabela Markiewicz

i inni
Wykonanie piosenki (odc. 40): Ewa Broczek, Agnieszka Burcan
Lektor: Artur Kaczmarski

## Odcinki
| Seria | Seria | Odcinki | Oryginalna emisja    | Oryginalna emisja   | Oryginalna emisja | Oryginalna emisja |
| Seria | Seria | Odcinki | Premiera serii       | Finał serii         | Premiera serii    | Finał serii       |
| ----- | ----- | ------- | -------------------- | ------------------- | ----------------- | ----------------- |
|       | 1     | 26      | 1 marca 2011         | 13 grudnia 2011     | 3 grudnia 2011    | 28 lipca 2012     |
|       | 2     | 26      | 12 marca 2012        | 9 października 2012 | 6 kwietnia 2013   | 13 kwietnia 2013  |
|       | 3     | 28      | 16 października 2012 | 28 listopada 2013   | 5 grudnia 2013    | bd.               |

### Seria 1 (2011–2012)
| Nr    | Tytuł              | Reżyseria      | Scenariusz                    | Premiera                                         | Premiera w Polsce                                     | Kod     |
| ----- | ------------------ | -------------- | ----------------------------- | ------------------------------------------------ | ----------------------------------------------------- | ------- |
| 1     | Mr. Young          | Adam Weissman  | Dan Signer                    | 26 września 2011                                 | 3 grudnia 2011                                        | 101     |
| 2     | Mr. Roboto         | Adam Weissman  | Tim Long                      | 27 września 2011                                 | 3 grudnia 2011                                        | 103     |
| 3     | Mr. Detention      | Adam Weissman  | Dan Signer                    | 28 września 2011                                 | 5 grudnia 2011                                        | 104     |
| 4     | Mr. Inventor       | Anthony Atkins | Howard Nemetz                 | 29 września 2011                                 | 6 grudnia 2011                                        | 106     |
| 5     | Mr. Younger Man    | Adam Weissman  | Chuck Tatham                  | 30 września 2011                                 | 7 grudnia 2011                                        | 102     |
| 6     | Mr. DNA            | Mark Sawers    | Howard Nemetz                 | 3 października 2011                              | 8 grudnia 2011                                        | 105     |
| 7     | Mr. Honest         | Adam Weissman  | Ken Cuperus                   | 4 października 2011                              | 9 grudnia 2011                                        | 107     |
| 8     | Mr. Ballerina      | Adam Weissman  | Robin Stein                   | 5 października 2011                              | 12 grudnia 2011                                       | 109     |
| 9     | Mr. Talent         | Adam Weissmann | Ryan W. Smith Jamie Davis     | 6 października 2011                              | 13 grudnia 2011                                       | 113     |
| 10    | Mr. Big Brother    | Anthony Atkins | Ken Cuperus                   | 7 października 2011                              | 14 grudnia 2011                                       | 108     |
| 11    | Mr. Shakespeare    | Adam Weissman  | Jennica Harper                | 8 listopada 2011                                 | 15 grudnia 2011                                       | 111     |
| 12    | Mr. Meteor         | Anthony Atkins | Ken Cuperus                   | 9 listopada 2011                                 | 16 grudnia 2011                                       | 110     |
| 13    | Mr. Impossible     | Jon Rosenbaum  | Howard Nemetz                 | 10 listopada 2011                                | 20 stycznia 2012                                      | 116     |
| 14    | Mr. Marvelous      | Adam Weissman  | Jennica Harper                | 15 listopada 2011                                | 23 stycznia 2012                                      | 115     |
| 15    | Mr. Dog            | Adam Weissman  | Dan Signer                    | nieemitowany                                     | nieemitowany                                          | 114     |
| 16    | Mr. School Song    | Adam Weissman  | Ryan W. Smith                 | 17 listopada 2011                                | 7 lutego 2012                                         | 112     |
| 17    | Mr. Picture Day    | Anthony Atkins | Howard Nemetz                 | 16 listopada 2011                                | 6 lutego 2012                                         | 120     |
| 18    | Mr. Tickleschmootz | Adam Weissman  | Jennifer Daley                | 29 listopada 2011                                | 8 lutego 2012                                         | 117     |
| 19    | Mr. Mummy          | Adam Weissman  | Ken Cuperus                   | 24 października 2011                             | 9 grudnia 2012                                        | 119     |
| 20    | Mr. Elderman       | Adam Weissman  | Jennica Harper                | 8 grudnia 2011                                   | 9 lutego 2012                                         | 118     |
| 21    | Mr. Servant        | Adam Weissman  | Dan Signer                    | 30 listopada 2011                                | 10 lutego 2012                                        | 122     |
| 22    | Mr. Masterpiece    | Jon Rosenbaum  | Ken Cuperus Ryan W. Smith     | 1 grudnia 2011                                   | 13 lutego 2012                                        | 121     |
| 23    | Mr. Brain          | Adam Weissman  | Howard Nemetz                 | 23 stycznia 2012                                 | 29 kwietnia 2012                                      | 123     |
| 24-25 | Mr. Space          | Jon Rosenbaum  | Dan Signer Howard Nemetz      | 6 lutego 2012 (część 1) 13 lutego 2012 (część 2) | 11 sierpnia 2012 (część 1) 18 sierpnia 2012 (część 2) | 125-126 |
| 26    | Mr. Moth           | Anthony Atkins | Jennifer Daley Jennica Harper | 30 stycznia 2012                                 | 28 lipca 2012                                         | 204     |

### Seria 2 (2012–2013)
| Nr    | Tytuł             | Reżyseria             | Scenariusz                                                  | Premiera            | Premiera w Polsce                                  |
| ----- | ----------------- | --------------------- | ----------------------------------------------------------- | ------------------- | -------------------------------------------------- |
| 27    | Mr. Claus         | Jon Rosenbaum         | Dan Signer Howard Nemetz                                    | 3 grudnia 2012      | 6 kwietnia 2013                                    |
| 28-29 | Mr. Spring Break  | Jason Furukawa        | Dan Signer Howard Nemetz                                    | 16 lipca 2012       | 5 grudnia 2012 (część 1) 12 grudnia 2012 (część 2) |
| 30    | Mr. Matchmaker    | Jon Rosenbaum         | Ryan W. Smith                                               | 18 czerwca 2012     | 11 listopada 2012                                  |
| 31    | Mr. Sleep         | Jon Rosenbaum         | Dan Signer Howard Nemetz                                    | 23 lipca 2012       | 16 grudnia 2012                                    |
| 32    | Mr. TV            | Jon Rosenbaum         | Jennica Harper                                              | 13 sierpnia 2012    | 2 stycznia 2013                                    |
| 33    | Mr. Pickles       | Adam Weissman         | Nathaniel Moher                                             | 2 lipca 2012        | 21 listopada 2012                                  |
| 34    | Mr. Student       | Adam Weissman         | Dan Signer Howard Nemetz                                    | 3 września 2012     | 3 grudnia 2012                                     |
| 35    | Mr. Film Festival | Adam Weissman         | Jennica Harper                                              | 20 września 2012    | 23 stycznia 2013                                   |
| 36    | Mr. Elephant      | Anthony Atkins        | Jennica Harper                                              | 3 lutego 2013       | 20 marca 2013                                      |
| 37    | Mr. Candidate     | Adam Weissman         | Dan Signer Howard Nemetz                                    | 30 lipca 2012       | 19 grudnia 2012                                    |
| 38    | Mr. Robot 2.0     | Adam Weissman         | Dan Signer Howard Nemetz                                    | 6 sierpnia 2012     | 26 grudnia 2012                                    |
| 39    | Mr. Rock Star     | Keith Samples         | Dan Signer Howard Nemetz                                    | 11 czerwca 2012     | 11 listopada 2012                                  |
| 40    | Mr. Witness       | Adam Weissman         | Dan Signer Howard Nemetz                                    | 25 czerwca 2012     | 14 listopada 2012                                  |
| 41    | Mr. College       | Adam Weissman         | Dan Signer                                                  | 9 lipca 2012        | 28 listopada 2012                                  |
| 42    | Mr. Discovery     | Jon Rosenbaum         | Dan Signer Howard Nemetz                                    | 20 stycznia 2013    | 6 marca 2013                                       |
| 43    | Mr. Pixel         | Jason Furukawa        | Cameron Labine                                              | 10 lutego 2013      | 27 marca 2013                                      |
| 44    | Mr. Dance         | Jon Rosenbaum         | Jennica Harper                                              | 24 lutego 2013      | 20 kwietnia 2013                                   |
| 45    | Mr. Cyclops       | Jonathan A. Rosenbaum | Dan Signer                                                  | nieemitowany        | 13 lutego 2013                                     |
| 46    | Mr. Switch        | Jon Rosenbaum         | Dan Signer                                                  | 4 października 2012 | 6 lutego 2013                                      |
| 47    | Mr. Scooter       | Adam Weissman         | Ryan W. Smith                                               | 6 stycznia 2013     | 20 lutego 2013                                     |
| 48    | Mr. Airplane      | Adam Weissman         | Dan Signer                                                  | 10 września 2012    | 16 stycznia 2013                                   |
| 49    | Mr. Poet          | Adam Weissman         | Howard Nemetz                                               | 13 stycznia 2013    | 27 lutego 2013                                     |
| 50    | Mr. Alligator     | Adam Weissman         | Cameron Labine                                              | 27 stycznia 2013    | 13 marca 2013                                      |
| 51    | Mr. 1812          | Adam Weissman         | Jennica Harper Ryan W. Smith Cameron Labine Nathaniel Moher | 27 września 2012    | 30 stycznia 2013                                   |
| 52    | Mr. Invisible     | Anthony Atkins        | Nathaniel Moher                                             | 17 lutego 2013      | 13 kwietnia 2013                                   |

### Seria 3 (2013–2014)
| Nr    | Tytuł                | Reżyseria      | Scenariusz                                                 | Premiera     | Premiera w Polsce                                                               |
| ----- | -------------------- | -------------- | ---------------------------------------------------------- | ------------ | ------------------------------------------------------------------------------- |
| 53    | Mr. Candy            | David Winning  | Jennica Harper                                             | nieemitowany | 25 stycznia 2014                                                                |
| 54    | Mr. & Mrs. Roboto    | Jon Rosenbaum  | Howard Nemetz Dan Signer                                   | nieemitowany | 18 stycznia 2014                                                                |
| 55    | Mr. Magic            | Adam Weissman  | Ken Cuperus                                                | nieemitowany | 4 stycznia 2014                                                                 |
| 56    | Mr. Apartment        | Howard Nemetz  | Jennica Harper                                             | nieemitowany | 12 grudnia 2013                                                                 |
| 57    | Mr. Hyde             | Anthony Atkins | Dan Signer Howard Nemetz                                   | nieemitowany | 5 grudnia 2013                                                                  |
| 58    | Mr. Elf              | Adam Weissman  | Ryan W. Smith Nathaniel Moher                              | nieemitowany | 5 grudnia 2013                                                                  |
| 59    | Mr. Time             | Keith Samples  | Dan Signer Howard Nemetz                                   | nieemitowany | 26 grudnia 2013                                                                 |
| 60    | Mr. Pickles-In-Law   | Keith Samples  | Ryan W. Smith Nathaniel Moher                              | nieemitowany | 19 grudnia 2013                                                                 |
| 61    | Mr. Sci-Fi           | David Winning  | Ken Cuperus                                                | nieemitowany | 15 marca 2014                                                                   |
| 62    | Mr. Tutor            | Jason Furukawa | Jennica Harper                                             | nieemitowany | 22 lutego 2014                                                                  |
| 63    | Mr. Club             | Jason Furukawa | Ken Cuperus                                                | nieemitowany | 11 stycznia 2014                                                                |
| 64    | Mr. Heart            | Jason Furukawa | Dan Signer Howard Nemetz                                   | nieemitowany | 8 lutego 2014                                                                   |
| 65    | Mr. Sasquawk         | Adam Weissman  | Ryan W. Smith Nathaniel Moher                              | nieemitowany | 1 lutego 2014                                                                   |
| 66    | Mr. Slumber Party    | David Winning  | Ken Cuperus                                                | nieemitowany | 8 marca 2014                                                                    |
| 67    | Mr. Double Date      | Siobhan Devine | Ryan W. Smith Nathaniel Moher                              | nieemitowany | 1 marca 2014                                                                    |
| 68    | Mr. Love Letter      | Jason Furukawa | Cole Bastedo                                               | nieemitowany | nieemitowany                                                                    |
| 69    | Mr. Freshman         | Siobhan Devine | Jennica Harper                                             | nieemitowany | 29 marca 2014                                                                   |
| 70-72 | Mr. First Impression | Jon Rosenbaum  | Dan Signer Howard Nemetz                                   | nieemitowany | 9 sierpnia 2014 (część 1) 16 sierpnia 2014 (część 2) 23 sierpnia 2014 (część 3) |
| 73    | Mr. Memory           | Siobhan Devine | Jennica Harper                                             | nieemitowany | nieemitowany                                                                    |
| 74    | Mr. Kidd             | Steve Wright   | Ken Cuperus                                                | nieemitowany | nieemitowany                                                                    |
| 75    | Mr. Court            | Steve Wright   | Ken Cuperus                                                | nieemitowany | nieemitowany                                                                    |
| 76    | Mr. Budget           | Howard Nemetz  | Dan Signer Howard Nemetz                                   | nieemitowany | 15 lutego 2014                                                                  |
| 77    | Mr. Interviev        | Howard Nemetz  | Dan Signer Howard Nemetz                                   | nieemitowany | nieemitowany                                                                    |
| 78    | Mr. Spin- Off        | Howard Nemetz  | Cole Bastedo Nathaniel Moher Jennifer Siddle Ryan W. Smith | nieemitowany | nieemitowany                                                                    |
| 79    | Mr. Finale część 1   | Jon Rosenbaum  | Dan Signer Howard Nemetz                                   | nieemitowany | nieemitowany                                                                    |
| 80    | Mr. Finale część 2   | Jon Rosenbaum  | Dan Signer Howard Nemetz                                   | nieemitowany | nieemitowany                                                                    |